# ۱۰۰ سال… ۱۰۰ ستاره به انتخاب انستیتوی فیلم آمریکا
۱۰۰ سال... ۱۰۰ ستاره به انتخاب بفا  بخشی از مجموعه‌های ۱۰۰ سال ... بفا است که ۵۰ ستارهٔ بزرگ سینمای آمریکا در تمام دوران‌ها را فهرست می‌کند که شامل ۲۵ ستارهٔ مرد و ۲۵ ستارهٔ زن است. از این فهرست در ۱۴ ژوئن ۱۹۹۹ توسط بنیاد فیلم آمریکا در شبکهٔ سی‌ای‌اس رونمایی شد. طبق مقررات AFI این بازیگران باید اولین فیلم‌شان را در سال ۱۹۵۰ یا پیش از آن بازی کرده باشند. سوفیا لورن با 90 سال سن (سال 2024) تنها فرد در قید حیات این لیست است.

## فهرست
| ردیف | ستاره‌های مرد                                                       | ستاره‌های مرد | ستاره‌های زن                  | ستاره‌های زن |
| ---- | ------------------------------------------------------------------ | ------------ | ---------------------------- | ----------- |
| ۱    | هامفری بوگارت (۱۹۵۷–۱۸۹۹)                                          |              | کاترین هپبورن (۲۰۰۳–۱۹۰۷)    |             |
| ۲    | کری گرانت (۱۹۸۶–۱۹۰۴)                                              |              | بت دیویس (۱۹۸۹–۱۹۰۸)         |             |
| ۳    | جیمز استوارت (۱۹۹۷–۱۹۰۸)                                           |              | آدری هپبورن (۱۹۹۳–۱۹۲۹)      |             |
| ۴    | مارلون براندو (۲۰۰۴–۱۹۲۴)                                          |              | اینگرید برگمن (۱۹۸۲–۱۹۱۵)    |             |
| ۵    | فرد آستر (۱۹۸۷–۱۸۹۹)                                               |              | گرتا گاربو (۱۹۹۰–۱۹۰۵)       |             |
| ۶    | هنری فوندا (۱۹۸۲–۱۹۰۵)                                             |              | مرلین مونرو (۱۹۶۲–۱۹۲۶)      |             |
| ۷    | کلارک گیبل (۱۹۶۰–۱۹۰۱)                                             |              | الیزابت تیلور (۲۰۱۱–۱۹۳۲)    |             |
| ۸    | جیمز کاگنی (۱۹۸۶–۱۸۹۹)                                             |              | جودی گارلند (۱۹۶۹–۱۹۲۲)      |             |
| ۹    | اسپنسر تریسی (۱۹۶۷–۱۹۰۰)                                           |              | مارلین دتریش (۱۹۹۲–۱۹۰۱)     |             |
| ۱۰   | چارلی چاپلین (۱۹۷۷–۱۸۸۹)                                           |              | جوآن کراوفورد (۱۹۷۷–۱۹۰۵)    |             |
| ۱۱   | گری کوپر (۱۹۶۱–۱۹۰۱)                                               |              | باربارا استانویک (۱۹۹۰–۱۹۰۷) |             |
| ۱۲   | گریگوری پک (۲۰۰۳–۱۹۱۶)                                             |              | کلودت کولبرت (۱۹۹۶–۱۹۰۳)     |             |
| ۱۳   | جان وین (۱۹۷۹–۱۹۰۷)                                                |              | گریس کلی (۱۹۲۹–۱۹۸۲)         |             |
| ۱۴   | لارنس الیویه (۱۹۸۹–۱۹۰۷)                                           |              | جینجر راجرز (۱۹۹۵–۱۹۱۱)      |             |
| ۱۵   | جین کلی (۱۹۹۶–۱۹۱۲)                                                |              | می وست (۱۹۸۰–۱۸۹۳)           |             |
| ۱۶   | اورسن ولز (۱۹۸۵–۱۹۱۵)                                              |              | ویوین لی (۱۹۶۷–۱۹۱۳)         |             |
| ۱۷   | کرک داگلاس (۲۰۲۰–۱۹۱۶)                                             |              | لیلین گیش (۱۹۹۳–۱۸۹۳)        |             |
| ۱۸   | جیمز دین (۱۹۵۵–۱۹۳۱)                                               |              | شرلی تمپل (۲۰۱۴–۱۹۲۸)        |             |
| ۱۹   | برت لنکستر (۱۹۹۴–۱۹۱۳)                                             |              | ریتا هیوورث (۱۹۸۷–۱۹۱۸)      |             |
| ۲۰   | برادران مارکس چیکو (۱۹۶۱–۱۸۸۷) هارپو (۱۹۶۴–۱۸۸۸) گروچو (۱۹۷۷–۱۸۹۰) |              | لورن باکال (۲۰۱۴–۱۹۲۴)       |             |
| ۲۱   | باستر کیتون (۱۹۶۶–۱۸۹۵)                                            |              | سوفیا لورن (متولد ۱۹۳۴)      |             |
| ۲۲   | سیدنی پوآتیه (۲۰۲۲–۱۹۲۷)                                           |              | جین هارلو (۱۹۳۷–۱۹۱۱)        |             |
| ۲۳   | رابرت میچام (۱۹۹۷–۱۹۱۷)                                            |              | کارول لمبارد (۱۹۴۲–۱۹۰۸)     |             |
| ۲۴   | ادوارد جی. رابینسون (۱۹۷۳–۱۸۹۳)                                    |              | مری پیکفورد (۱۹۷۹–۱۸۹۲)      |             |
| ۲۵   | ویلیام هولدن (۱۹۸۱–۱۹۱۸)                                           |              | اوا گاردنر (۱۹۹۰–۱۹۲۲)       |             |